# وربوواتس (بویواتس)
وربوواتس (به صربی: Vrbovac) یک منطقهٔ مسکونی در صربستان است که در Boljevac واقع شده‌است. وربوواتس ۱۹۰ نفر جمعیت دارد.